# Subaru WRX
Subaru WRX (до 2014 года Subaru Impreza WRX) — полноприводный автомобиль, «заряженная» версия вначале модели Subaru Impreza, с 2014 года модели Subaru Levorg. Выпускалась в разное время в вариантах седан, универсал (до 2007 года) и хетчбэк (с 2007 года).
Продажи Subaru Impreza WRX начались в 1992 году в Японии, но очень скоро модель стали продавать также в Австралии, Северной Америке и Европе. По сравнению с базовой моделью, на WRX устанавливаются более широкие низкопрофильные шины, улучшенные тормоза и усиленная подвеска. Основное отличие WRX от более дешёвых модификаций — наличие турбонаддува во всех вариантах, внешнее отличие — воздухозаборник на капоте, иная решётка радиатора, уменьшен клиренс, увеличенный диаметр колёс, устанавливается спойлер или антикрыло на крышке багажника.

## Первое поколение
Subaru Impreza WRX первого поколения дебютировала в ноябре 1992 года как седан и в октябре 1993 года — как универсал. В январе 1997 года появилась модификация с кузовом купе. Мощность различных версий оппозитного бензинового двигателя EJ20 составляла от 211 до 320 л. с., автомобили оснащались механической трансмиссией.

## Второе поколение
Второе поколение (2000-2007) уже существовало только в кузовах седан и универсал, к турбированным вариантам добавился атмосферный, появилась и автоматическая КПП. Полный привод является постоянным, и при проскальзывании задних колёс тяга автоматически распределяется между осями в отношении до 50:50.

## Третье поколение

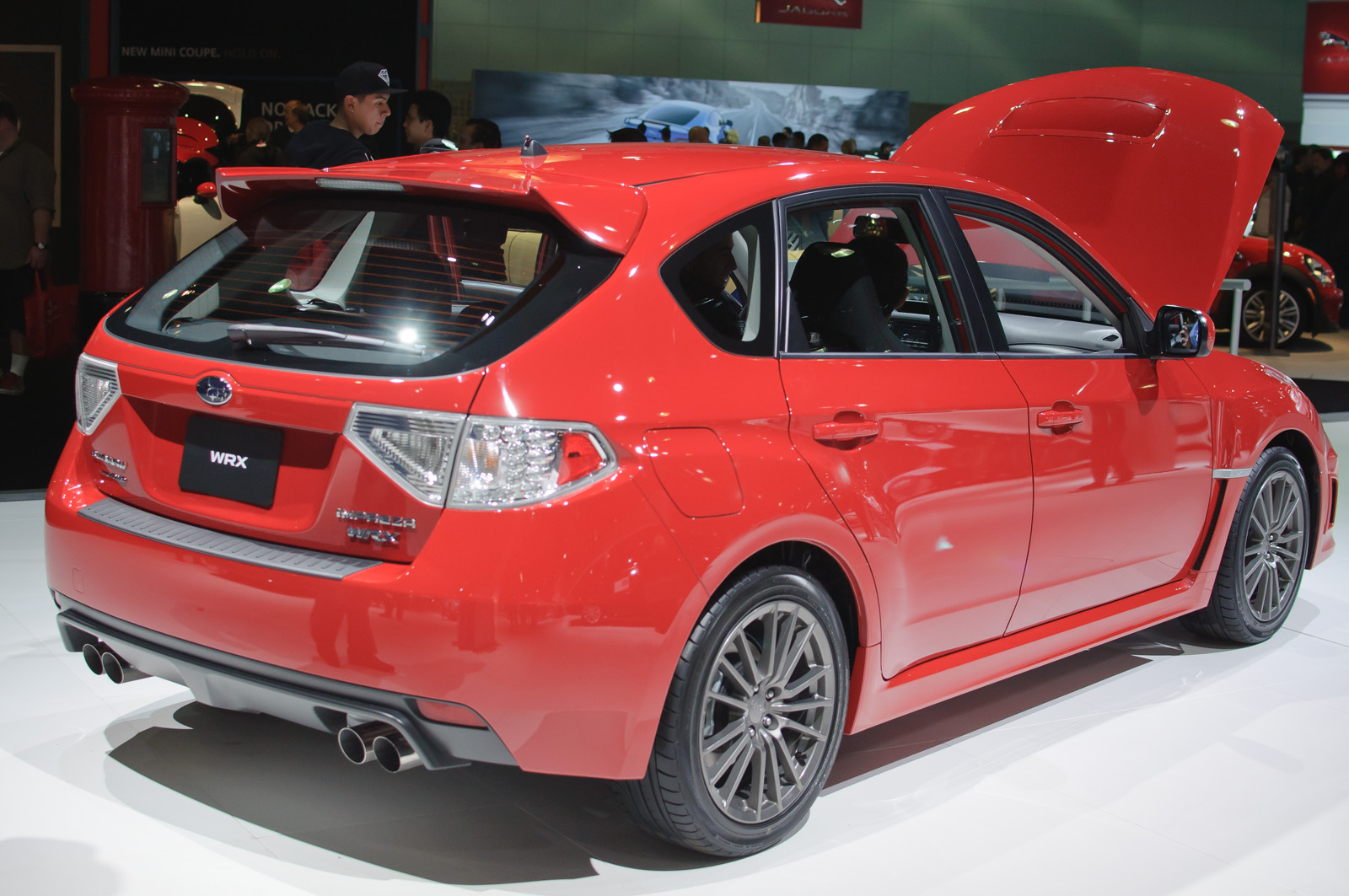
Subaru WRX

Subaru Impreza WRX третьего поколения (2007-2013) изначально выпускалась только в кузове хетчбэк, но в 2010 на Нью-Йоркском автосалоне её представили и в кузове седан. Турбированный горизонтально-оппозитный двигатель работает в паре с 5 или 6-ступенчатой механической КПП (или АКПП). Автомобили Subaru WRX 2011 модельного года стали внешне более похожи на Subaru WRX STI, за счет увеличенных колесных арок и боковин в целом. Эти меры позволили увеличить ширину кузова на 3,3 см, а соответственно увеличилась и колея автомобиля. Данные меры отразились на управляемости. Также автомобиль получил двигатель большей мощности, равной теперь 265 л. с.

## Четвертое поколение
На автосалоне в Лос-Анджелесе в 2014 был представлен новый Subaru WRX. Автомобиль, как и прежде, базируется на базе модели Impreza, но теперь значительно отличается внешне – все кузовные панели и светотехника. Спорткар оснащается горизонтально-оппозитным двигателем нового поколения. Его объём равен 2.0 л, мощность составляет 268 л. с., крутящий момент 350 Нм. Коробка передач – вариатор Lineartronic двух типов или классическая 6-ст. мкпп.  

## Автоспорт
На спортивных версиях модели Subaru Impreza WRX одерживались победы в чемпионатах мира по ралли WRC, а также в различных национальных чемпионатах — раллийных, кроссовых, ралли-кроссовых, по шоссейно-кольцевым гонкам.